# Rainer Matsutani
Rainer Matsutani (Hockenheim, 9 luglio 1964) è un regista, sceneggiatore e attore tedesco di origini giapponesi.

## Biografia
Rainer Matsutani ha discendenza giapponese da parte del padre,ha trascorso diversi anni della sua infanzia in Giappone. Matsutani era a capo del club di cinema della sua scuola, il Bunsen-Gymnasium di Heidelberg. Subito dopo il diploma, nel 1984, ha iniziato a scrivere recensioni e articoli di cinema per varie riviste e giornali locali. In seguito si trasferisce a Berlino, dove partecipa con una borsa di studio al Berlin Screenplay Workshop per giovani scrittori. Nel 1988, Rainer Matsutani inizia gli studi presso l'Università della Televisione e del Cinema di Monaco.
Nel 1989, insieme ai suoi compagni di corso Harry Patramanis e Jürgen Hebstreit, fonda la società di produzione Engram Pictures, per la quale shw inizialmente scritto il cortometraggio di 30 minuti Flug in die Nacht nel 1989. 
A questo sono seguiti lungometraggi commerciali e industriali, prima che Matsutani ottenesse il suo primo significativo successo cinematografico nel 1991 con il cortometraggio thriller Klinik des Grauens con Ulrike Folkerts. Il film è stato premiato in diversi festival. Nel 1993 segue un'altra storia horror fantastica, Aus dem Reich der Schatten, con la quale ottiene altri premi.
Nel 1994, la Engram Pictures, precedentemente gestita come GbR, viene trasformata in GmbH, con Matsutani e Hebstreit come soci. Nel 1995 segue la commedia nera Nur über meine Leiche con Katja Riemann e Christoph M. Ohrt, il suo debutto cinematografico pluripremiato. In seguito, Matsutani si è concentrato principalmente sul lavoro televisivo.
Ha realizzato per la prima volta l'antologia horror Geisterstunde nel 1997. Seguono un episodio della miniserie di fantascienza Lexx e, nel 1998, il film d'azione fantasy Feuerläufer - Fluch des Vulkans, di cui è co-sceneggiatore insieme a Eckhard Vollmar. 
Matsutani è membro dell'Associazione tedesca dei registi.

### Vita privata
Rainer Matsutani è stato sposato con l'attrice tedesca Noémi Matsutani. 
È padre di tre figli, avuti insieme alla seconda moglie Sinah Matsutani.

## Filmografia

### Come regista
- Flug in die Nacht - cortometraggio (1989)
- Klinik des Grauens - cortometraggio (1991)
- Aus dem Reich der Schatten- cortometraggio (1993)
- Nur über meine Leiche (1995)
- Lexx - serie TV - 1 episodio (1997)
- 666 – Traue keinem, mit dem du schläfst (2002)
- Tatort - serie TV - 1 episodio (2006)
- Ladyland - serie TV - 1 episodio (2006)
- Das Inferno – Flammen über Berlin - film TV (2007)
- Vaticangate - Attentato al Papa (Das Papstattentat) - film TV (2008)
- Gangs - film TV (2009)
- Factor 8: Pericolo ad alta quota (Faktor 8 – Der Tag ist gekommen) - film TV (2009)
- Zimmer 205 - film TV (2011)
- Cuore selvaggio (In einem wilden Land) - film TV (2013)
- Dr. Klein - serie TV (22 episodi) (2014-2019)
- Spides - serie TV (8 episodi) (2020)

### Come attore
- Verfolger - cortometraggio (1994)
- Lexx - serie TV (1 episodio) (1997)
- Schmerzlich willkommen - serie TV (2001)
- Karl the Butcher vs Axe - regia di Timo Rose (2010)